# هاريسون بارنز
هاريسون بارنز (بالإنجليزية: Harrison Barnes)‏ مواليد 30 مايو 1992، هو لاعب كرة سلة أمريكي يلعب مع فريق غولدن ستايت ووريورز في الرابطة الوطنية لكرة السلة ويحمل الرقم 40. يبلغ طوله 6 قدم 8 بوصة (2.0 م).

## فرق لعب لها
- غولدن ستايت ووريورز

## روابط خارجية
- هاريسون بارنز على موقع الاتحاد الدولي لكرة السلة (الإنجليزية)
- هاريسون بارنز على موقع إن بي أي (الإنجليزية)
- هاريسون بارنز على موقع سبورتس رفرنس (الإنجليزية)
- هاريسون بارنز على موقع كرة السلة الأوروبية.كوم (الإنجليزية)
- هاريسون بارنز على موقع إي إس بي إن.كوم (الإنجليزية)
- هاريسون بارنز على موقع كلية كرة السلة في سبورتس رفرنس.كوم (الإنجليزية)
- هاريسون بارنز على موقع ريلجم (الإنجليزية)
- هاريسون بارنز على موقع بروبوليرز (الإنجليزية)
- هاريسون بارنز على موقع سبورتس رفرنس (الإنجليزية)
- هاريسون بارنز على موقع أوليمبيديا (الإنجليزية)